# 490
490 (CDXC) fue un año común comenzado en lunes del calendario juliano, en vigor en aquella fecha.
En el Imperio romano, el año fue nombrado el del consulado de Fausto y Longino, o menos comúnmente, como el 1243 Ab urbe condita, adquiriendo su denominación como 490 a principios de la Edad Media, al establecerse el anno Domini.

## Acontecimientos
- 1 de abril: La mayoría de la armada de Odoacro, incluidos el magistrado militar Tufa, se rinden ante Teodorico el Grande en Milán.

## Nacimientos
- Juan Filópono, teólogo bizantino cristiano (f. 566).